# 古秦むつとし
古秦むつとし（ふるはた むつとし、1980年1月3日 - ）は、日本の俳優。

## プロフィール
長野県出身。所属事務所はアオイコーポレーション。
岐阜の大学を卒業後、一度名古屋にて営業マンをやる。

### 出演作品
- 真夏のオリオン
- 鹿男あをによし

　ミッドナイトイーグル
　
| スタブアイコン | サブスタブ | この項目は、まだ閲覧者の調べものの参照としては役立たない、俳優（男優・女優）に関連した書きかけの項目です。この項目を加筆・訂正などしてくださる協力者を求めています（P:映画/PJ芸能人）。 |